# Hokkaidō Koma-ga-take

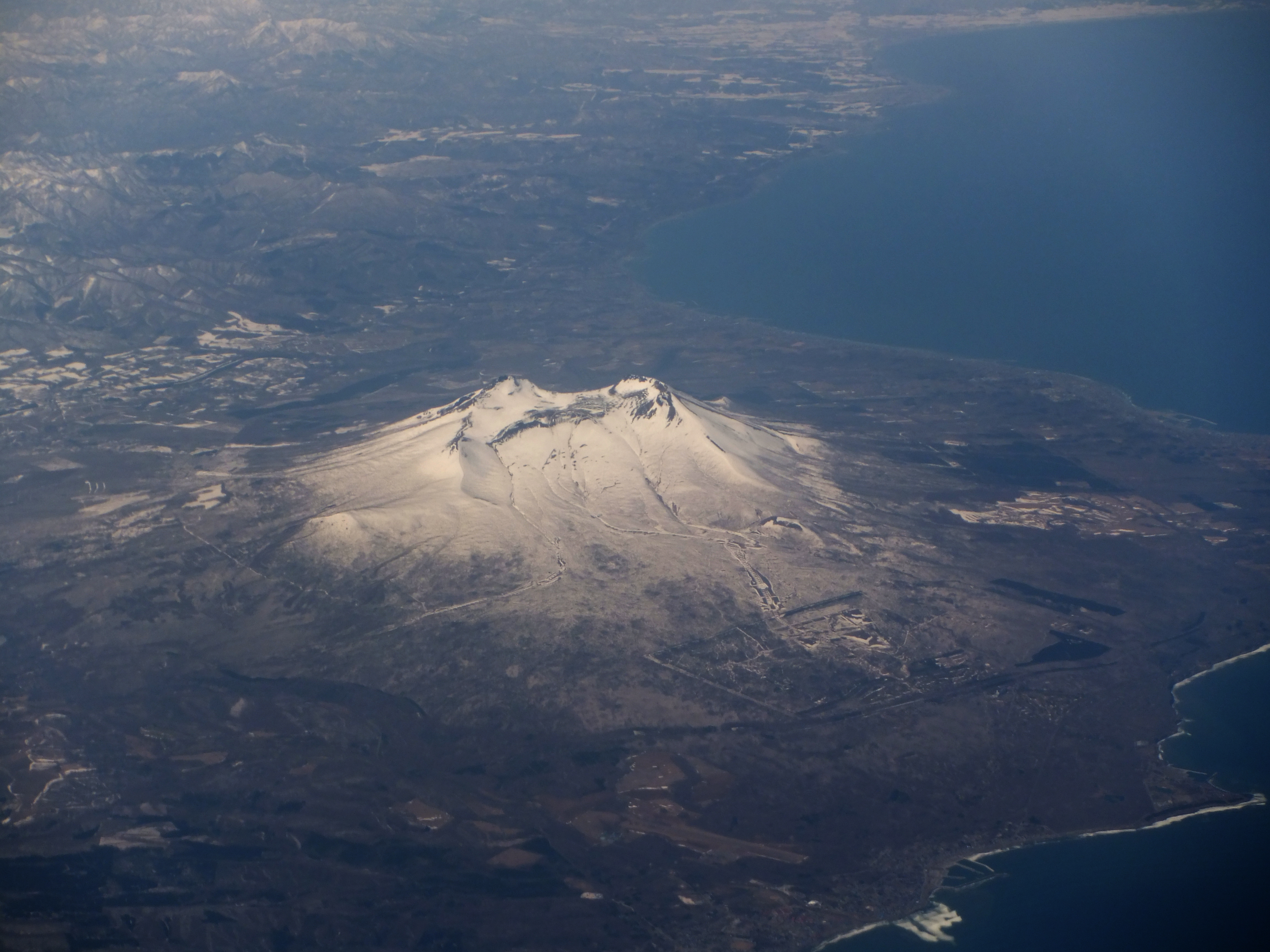
Monte Hokkaido Koma-ga-take

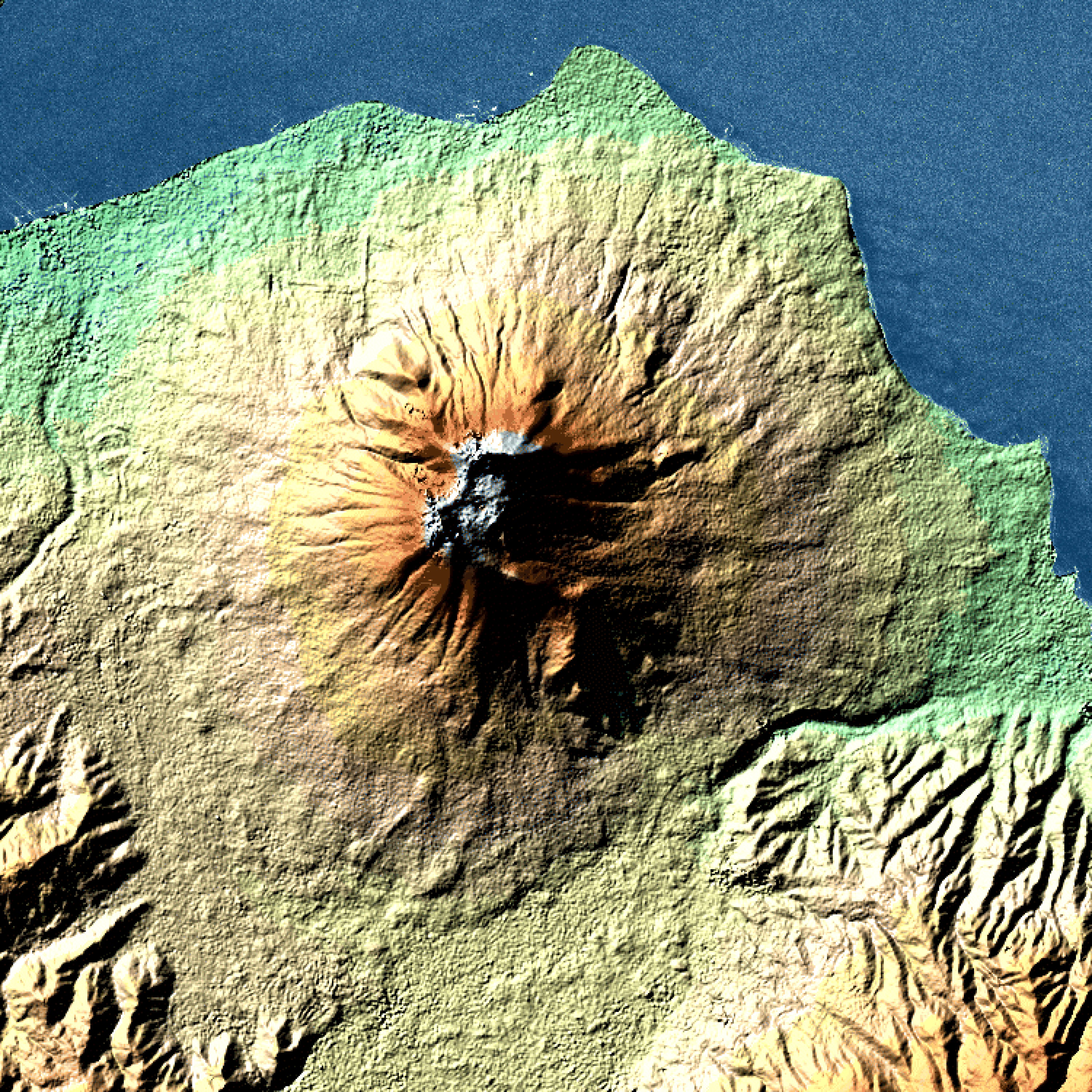
El estratovolcán Koma-ga-take, tomada desde arriba durante la misión del transbordador espacial STS-99.

El Hokkaidō Koma-ga-take (北海道 駒 ヶ 岳, Hokkaidō Koma-ga-take), también llamado Oshima Koma-ga-take (渡 島 駒 ヶ 岳), Oshima Fuji (渡 島 富士), o simplemente Koma-ga-take (駒 ヶ 岳) es un estratovolcán adesítico de 1131 metros de altura en la frontera entre los pueblos de Mori, Shikabe y Nanae, todos dentro de la subprefectura de Oshima de Hokkaidō, Japón.
La aparición de actividad volcánica comenzó hace unos 30 000 años. Después de aproximadamente 5000 años de latencia, la actividad volcánica en el Monte Koma-ga-take se reinició a principios del siglo XVII, desencadenando la Gran Hambruna de Kan'ei en el año 1640. Desde entonces, se han registrado al menos 50 eventos volcánicos registrados en el Monte Koma -ga-take.
La última actividad volcánica reportada en Komaga-take fue una erupción freática a pequeña escala el 25 de octubre de 1998 (BGVN 23:09). Después de 1998 no hubo informes de vulcanismo hasta septiembre de 2000, cuando ocurrieron pequeñas erupciones los días 4 y 28.
Komaga-take, a unos 120 km al suroeste de la capital de la prefectura, Sapporo, entró en erupción a las 22:14 el 4 de septiembre. Según un artículo de noticias de Bernama, el profesor de la Universidad de Hokkaido, Hiromu Okada, declaró que no vio grietas o grietas nuevas en el volcán cuando lo observó en helicóptero el día después de la erupción. Agregó que "había muchas cenizas apareciendo en un área amplia". El mismo día, el Observatorio Meteorológico del Distrito de Sapporo informó que una columna de "humo" se elevó hasta 500 m sobre el volcán. Según el artículo de Bernama, las autoridades locales emitieron advertencias sobre los volcanes a los 60 000 residentes de Mori, a unos 10 km al NO del volcán y otras cuatro ciudades cercanas. Un artículo de Associated Press informó que, según el observatorio, se observó una pequeña cantidad de cenizas en el suelo en una ciudad al noroeste del volcán. El VAAC de Tokio informó que no había nubes de cenizas visibles en las imágenes GMS-5.
El volcán hizo erupción por segunda vez el 28 de septiembre, pero el mal tiempo inhibió las observaciones. Según un artículo de Associated Press, Hisao Hashimoto declaró que una capa ligera de ceniza cubría autos en una ciudad en la base del volcán. No hubo informes de heridos o daños.

## Geología
Gran parte del volcán andesítico Hokkaido-Komagatake truncado en la península de Oshima, en el sur de Hokkaido, es de edad pleistocena. La cumbre afilada se encuentra en el lado occidental de un gran cráter abierto que se formó como resultado del colapso del edificio en 1640 d.c. El material de avalancha de escombros hummocky ocurre en la base del volcán en tres lados. Dos erupciones del Pleistoceno tardío y dos del Holoceno Pliniano ocurrieron antes de la primera erupción histórica en 1640, que comenzó un período de actividad explosiva más frecuente. La erupción de 1640, una de las más grandes de Japón durante el tiempo histórico, depositó cenizas tan lejos como el centro de la isla de Honshu y produjo una avalancha de escombros que llegó al mar, e influir en la Gran Hambruna de Kan'ei. El tsunami resultante causó 700 muertes. Tres erupciones de Plinian han ocurrido desde 1640; en 1694, 1856 y 1929.